# Nikola Špirić
Nikola Špirić (in serbo Никола Шпирић; Drvar, 4 settembre 1956) è un politico bosniaco di etnia serba.

## Biografia
Frequentò le scuole primarie a Drvar, le superiori e l'università a Sarajevo. Detiene un Ph.D. in economia. La tesi di laurea è stata sulla finanza monetaria e pubblica.
Professore di economia all'Università di Banja Luka dal 1992, dal 2007 al 2012 è stato Primo ministro della Bosnia ed Erzegovina, mentre dal 2012 al 2015 ha ricoperto la carica di ministro delle finanze.
Dal 2000 al 2002 è stato componente della Camera dei popoli della Bosnia ed Erzegovina, ove è stato rieletto alle elezioni del 2018.